# Tangancícuaro de Arista
Tangancícuaro de Arista är en ort i Mexiko.   Den ligger i kommunen Tangancícuaro i delstaten Michoacán, i den centrala delen av landet, 300 km väster om huvudstaden Mexico City. Tangancícuaro de Arista ligger 1 712 meter över havet och antalet invånare är 15 182.
Terrängen runt Tangancícuaro de Arista är huvudsakligen kuperad, men den allra närmaste omgivningen är platt. Runt Tangancícuaro de Arista är det ganska tätbefolkat, med 116 invånare per kvadratkilometer. Närmaste större samhälle är Zamora, 13,6 km nordväst om Tangancícuaro de Arista. Trakten runt Tangancícuaro de Arista består till största delen av jordbruksmark.